# Jimthompsonite
La jimthompsonite è un minerale.